# Каменово (Владимирская область)
Ка́меново — деревня в Камешковском районе Владимирской области России, входит в состав Вахромеевского муниципального образования.

## География
Деревня расположена в 9 км на юг от центра поселения посёлка Имени Горького и в 6 км на север от райцентра Ка́мешково.

## История
В конце XVIII — начале XX века на месте нынешней деревни существовали две деревни Ка́меново (Каменева) и Машки́, примыкавшая к Каменово с запада. Обе входили в состав Эдемской волости Ковровского уезда.
Деревня Каменово долгое время принадлежала князьям Вяземским, входя в состав их обширной вотчины с центрами в селах Чистухе и Кове́рине.
В 1782 году за княгиней Пелагеей Андреевной, вдовой Александра Ивановича Вяземского, в сельце Каменове числилось 33 души мужского пола и 36 душ женского пола.
В 1859 году в деревне Каменово числились 43 двора, в Машках — 87 дворов. Население Каменово составляло 357 человек.
В 1862 году после отмены крепостного права крестьяне села Каменово получили земельные наделы по выкупной сделке с князем Александром Георгиевичем Вяземским.
В начале 1860-х на Тро́ицком погосте, располагавшемся между двух деревень, было начато строительство каменной Троицкой церкви, завершившееся в 1866 году.
С 1885 года существовала церковно-приходская школа и помещалась в церковном доме. В начале XX-го века учителем был Тимофей Григорьевич Сущевский (26.04.1885 — после 1940-го), выпускник 1906-го года Владимирской Духовной Семинарии.
Первоначально деревня Каменово располагалась в пойме реки Наромша. 11 мая 1889 года в деревне Каменово, Ковровского уезда, от поджога сгорело 47 домов с пристройками и имуществом и хлебозапасный магазин на сумму более 41000 руб. Позже деревня была заново отстроена выше на холме на большем удалении от реки так, что она составляет единую улицу с деревней Машки.
В 1905 году в Каменово числились 100 дворов (с учётом Троицкого погоста), в Машках — 75 дворов. Население составляло 664 человека.
С 1929 года деревня входила в состав Эде́мского сельсовета Ковровского района, с 1940 года — Камешковского района. В 1954-1959 — в составе Коверинского сельсовета, в 1959 — в составе Брызга́ловского, а затем Вахромеевского сельсовета.
В годы Великой Отечественной Войны (1941–1945) погибли и пропали без вести 82 жителя деревень Каменово и Машки.
Хозяйственная деятельность осуществлялась: с начала 1930-х -1958 — сельскохозяйственной артелью (колхозом) им. Ильича, 1959-1992 — в составе советского хозяйства (совхоза) «Вели́ково», 1992-1994 — ТОО «Великово».
В 1965 году деревня Машки была исключена из учётных данных и включена в состав деревни Каменово решением № 1086 Вахромеевского сельсовета от 22.09.1965.
С 2005 года деревня в составе Вахромеевского муниципального образования.
Несколько домов, оставшиеся после пожара 1889 года на месте первоначального расположения южнее современной деревни , носят название Хутор. В настоящее время заняты фермерским хозяйством.

## Население
| 1782 | 1859 | 1897 | 1905 | 1926 | 2002 | 2010 |
| ---- | ---- | ---- | ---- | ---- | ---- | ---- |
| 69   | ↗357 | ↗526 | ↗664 | ↗693 | ↘64  | ↘56  |
| 2021 |      |      |      |      |      |      |
| ↗68  |      |      |      |      |      |      |

## Транспорт
Через деревню проходит маршрут автобуса № 102 Камешково — пос. Имени Горького

## Культура, спорт
Жители деревень Каменово и Машки (Муравьев Михаил Иванович; Фадеев Владимир Фадеевич, ????—1933; Харлам Иванович; Потап Ермилыч) были участниками хора Владимирских рожечников под руководством Н.В. Кондратьева и П.Г. Пахарева (Бахарева)
В середине 1960-х в деревне Каменово был открыт деревенский клуб. При клубе работали кружок художественной самодеятельности и кружок киномехаников. Клуб просуществовал до 90-х годов XX-го века.
На аэродроме Каменово базируется спортивно-технический клуб «Штурман», обладающий 3-мя самолётами (2019). Проводятся регулярные чемпионаты Воздушно-инженерной Школы  В 2016 году прошёл чемпионат, организованный клубом «Штурман»

## Достопримечательности
В деревне находится церковь Троицы Живоначальной (1866).
В 1.3 км к северу от деревни (56°24′34″ с. ш. 40°58′41″ в. д.) расположен аэродром Каменово.

## Просторечные микротопонимы
Восточная оконечность деревни Каменово в просторечии называлась Капка́с.
Часть (западная) деревни, прилегающая к церкви и Троицкому погосту, ожидаемо называется у Церкви.
Заболоченная пойма реки Наромша, расположенная южнее восточной части деревни — Синя́ва.
Несколько домов, оставшиеся целыми после пожара 1889 года на месте первоначального расположения южнее современной деревни к западу от шоссе 17 Н-271 поселок Дружба — поселок им. Максима Горького, носят название Хутор.
Лесной массив, расположенный к юго-западу от Троицкого погоста между деревнями Каменово и Коверино — Говы́ренская.
Лес к северо-западу от деревни Каменово — Красично́й бор.
Небольшая заболоченная рощица по сторонам шоссе 17 Н-271 поселок Дружба — поселок им. Максима Горького к северу от деревни — Оси́новка.